# Gustav Biesenbach der Ältere

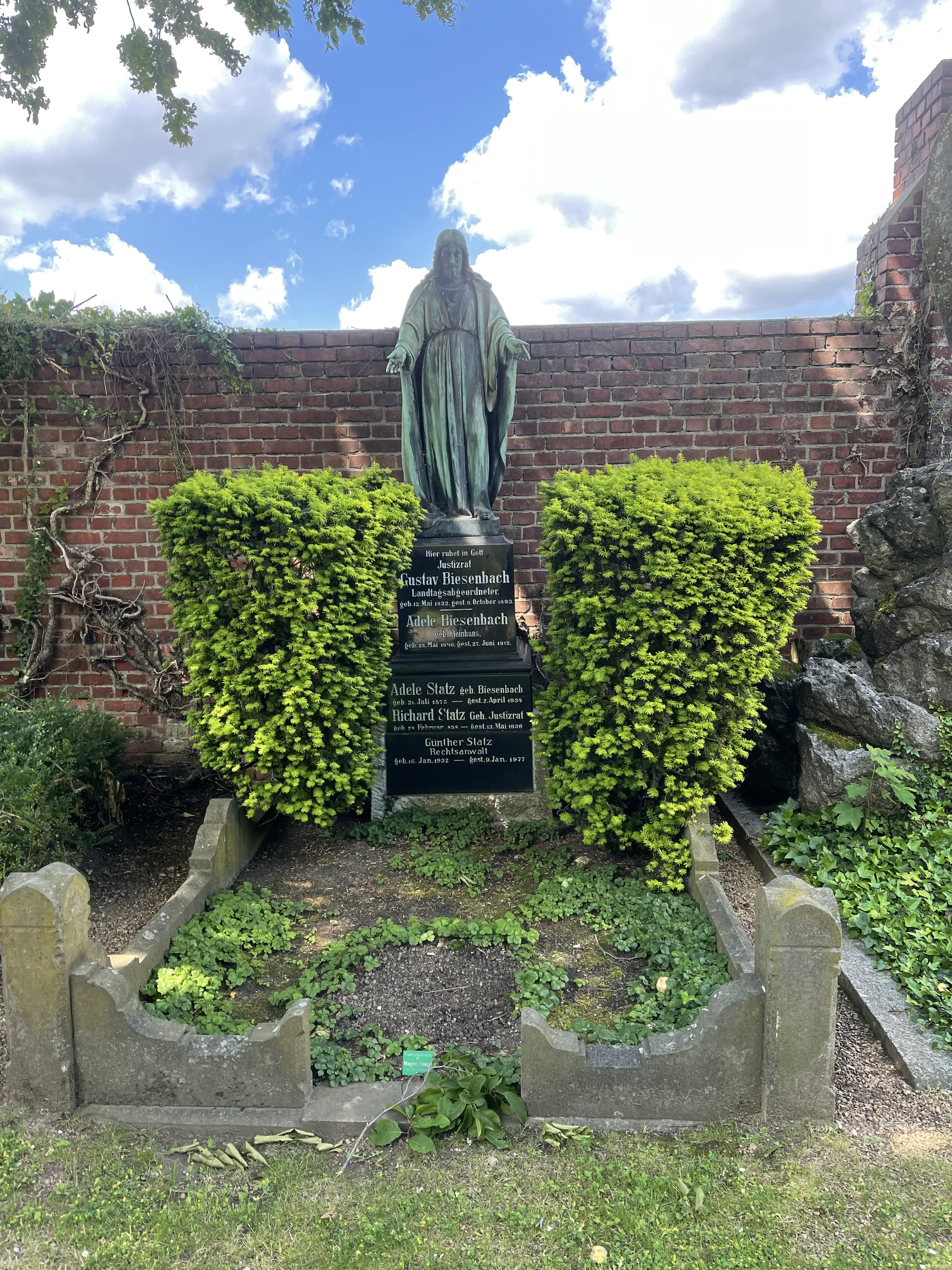

Gustav Biesenbach (* 12. Mai 1832 in Düsseldorf; † 9. Oktober 1893 ebenda) war ein deutscher Rechtsanwalt und Parlamentarier.

## Leben
Gustav Biesenbach studierte Rechtswissenschaften an der Rheinischen Friedrich-Wilhelms-Universität Bonn, der Ruprecht-Karls-Universität Heidelberg und der Friedrich-Wilhelms-Universität Berlin. 1852 wurde er Mitglied des Corps Saxonia Bonn. Nach dem Studium wurde er Advokatanwalt in Düsseldorf. Später zum Justizrat ernannt, war er Rechtsanwalt in Düsseldorf.
Als katholischer Politiker der Deutschen Zentrumspartei zog Biesenbach 1873 für den Wahlkreis Düsseldorf 4 (Stadtkreis und Landkreis Düsseldorf) zum ersten Mal in das Preußische Abgeordnetenhaus ein. 1877 zog er für den Wahlkreis Düsseldorf 9 (Geldern, Kempen) ins Abgeordnetenhaus ein, war dann aber von 1878 bis 1893 für den Wahlkreis  Düsseldorf 4 im Parlament. Insgesamt gehörte er dem Abgeordnetenhaus 6 Legislaturperioden an.
Der Politiker Gustav Biesenbach war sein Sohn, der Ministerialbeamte und Katholizist Erich Klausener sein Enkel.